# سيلين ساليت
سيلين ساليت (بالفرنسية: Céline Sallette)‏ هي ممثلة فرنسية، ولدت في 1980 ببوردو في فرنسا. من الجوائز التي نالتها جائزة رومي شنايدر ‏ سنة 2013.

## أعمال

### أفلام
- (2006) ماري أنطوانيت[6]
- (2011)  ذكريات من منزل الدعارة[7]
- (2012) صدأ وعظم[8]

## جوائز
- جائزة رومي شنايدر [الإنجليزية]‏ (2013)

## وصلات خارجية
- سيلين ساليت على موقع IMDb (الإنجليزية)
- سيلين ساليت على موقع قاعدة بيانات الأفلام العربية
- سيلين ساليت على موقع ألو سيني (الفرنسية)
- سيلين ساليت على موقع أول موفي (الإنجليزية)
- سيلين ساليت على موقع قاعدة بيانات الأفلام السويدية (السويدية)
- سيلين ساليت على موقع قاعدة بيانات الفيلم (الإنجليزية)
- سيلين ساليت على موقع كينوبويسك (الروسية)